# FA Cup 1934-1935
La FA Cup 1934-35 fu la sessantesima Coppa d'Inghilterra di calcio maschile. Per la terza volta nella sua storia lo Sheffield Weds si è aggiudicato il trofeo, 28 anni dopo l'ultima volta.
La squadra campione in carica era il Manchester City, eliminato al terzo turno.

## Calendario
Il torneo principale, in cui entrano nella competizione i club a partire dal terzo livello della piramide calcistica inglese, è preceduto da due turni preliminari e quattro turni di qualificazione.
In caso di pareggio dopo i novanta minuti, è prevista la ripetizione della gara, invertendo il campo. In caso di ulteriore pareggio si procede con una seconda ripetizione, questa volta in campo neutro.
| Fase                    | Turno                           | Data              |
| ----------------------- | ------------------------------- | ----------------- |
| Turni di qualificazione | Turno extra preliminare         | 1 settembre 1934  |
| Turni di qualificazione | Turno preliminare               | 15 settembre 1934 |
| Turni di qualificazione | Primo turno di qualificazione   | 29 settembre 1934 |
| Turni di qualificazione | Secondo turno di qualificazione | 13 ottobre 1934   |
| Turni di qualificazione | Terzo turno di qualificazione   | 27 ottobre 1934   |
| Turni di qualificazione | Quarto turno di qualificazione  | 10 novembre 1934  |
| Torneo principale       | Primo turno                     | 24 novembre 1934  |
| Torneo principale       | Secondo turno                   | 8 dicembre 1934   |
| Torneo principale       | Terzo turno                     | 12 gennaio 1935   |
| Torneo principale       | Quarto turno                    | 26 gennaio 1935   |
| Torneo principale       | Ottavi di finale                | 16 febbraio 1935  |
| Torneo principale       | Quarti di finale                | 2 marzo 1935      |
| Torneo principale       | Semifinali                      | 16 marzo 1935     |
| Torneo principale       | Finale                          | 27 aprile 1935    |

## Tabellone (dagli ottavi di finale
|  | Ottavi di finale  | Ottavi di finale  | Ottavi di finale |                 |                | Quarti di finale | Quarti di finale | Quarti di finale |  |  | Semifinali | Semifinali | Semifinali |  |  | Finale | Finale | Finale |  |
|  |                   |                   |                  |                 |                |                  |                  |                  |  |  |            |            |            |  |  |        |        |        |  |
|  | Nottingham Forest | Nottingham Forest | 0 (0)            |                 |                |                  |                  |                  |  |  |            |            |            |  |  |        |        |        |  |
|  | Nottingham Forest | Nottingham Forest | 0 (0)            |                 |                |                  |                  |                  |  |  |            |            |            |  |  |        |        |        |  |
|  | Burnley           | Burnley           | 0 (3)            |                 |                |                  |                  |                  |  |  |            |            |            |  |  |        |        |        |  |
|  | Burnley           | Burnley           | 0 (3)            |                 | Burnley        | Burnley          | 3                |                  |  |  |            |            |            |  |  |        |        |        |  |
|  |                   |                   |                  |                 | Burnley        | Burnley          | 3                |                  |  |  |            |            |            |  |  |        |        |        |  |
|  |                   |                   | Birmingham City  | Birmingham City | 2              |                  |                  |                  |  |  |            |            |            |  |  |        |        |        |  |
|  | Blackburn         | Blackburn         | Birmingham City  | Birmingham City | 2              | 1                |                  |                  |  |  |            |            |            |  |  |        |        |        |  |
|  | Blackburn         | Blackburn         |                  |                 |                |                  |                  |                  |  |  |            |            |            |  |  |        |        |        |  |
|  | Birmingham City   | Birmingham City   | 2                |                 |                |                  |                  |                  |  |  |            |            |            |  |  |        |        |        |  |
|  | Birmingham City   | Birmingham City   | 2                |                 | Burnley        | Burnley          | 0                |                  |  |  |            |            |            |  |  |        |        |        |  |
|  |                   |                   |                  |                 |                |                  |                  |                  |  |  |            |            |            |  |  |        |        |        |  |
|  |                   |                   | Sheffield Weds   | Sheffield Weds  | 3              |                  |                  |                  |  |  |            |            |            |  |  |        |        |        |  |
|  | Norwich City      | Norwich City      | Sheffield Weds   | Sheffield Weds  | 3              | 0                |                  |                  |  |  |            |            |            |  |  |        |        |        |  |
|  | Norwich City      | Norwich City      |                  |                 |                |                  |                  |                  |  |  |            |            |            |  |  |        |        |        |  |
|  | Sheffield Weds    | Sheffield Weds    | 1                |                 |                |                  |                  |                  |  |  |            |            |            |  |  |        |        |        |  |
|  | Sheffield Weds    | Sheffield Weds    | 1                |                 | Sheffield Weds | Sheffield Weds   | 2                |                  |  |  |            |            |            |  |  |        |        |        |  |
|  |                   |                   |                  |                 | Sheffield Weds | Sheffield Weds   | 2                |                  |  |  |            |            |            |  |  |        |        |        |  |
|  |                   |                   | Arsenal          | Arsenal         | 1              |                  |                  |                  |  |  |            |            |            |  |  |        |        |        |  |
|  | Reading           | Reading           | Arsenal          | Arsenal         | 1              | 0                |                  |                  |  |  |            |            |            |  |  |        |        |        |  |
|  | Reading           | Reading           |                  |                 |                |                  |                  |                  |  |  |            |            |            |  |  |        |        |        |  |
|  | Arsenal           | Arsenal           | 1                |                 |                |                  |                  |                  |  |  |            |            |            |  |  |        |        |        |  |
|  | Arsenal           | Arsenal           | 1                |                 | Sheffield Weds | Sheffield Weds   | 4                |                  |  |  |            |            |            |  |  |        |        |        |  |
|  |                   |                   |                  |                 |                |                  |                  |                  |  |  |            |            |            |  |  |        |        |        |  |
|  |                   |                   | West Bromwich    | West Bromwich   | 2              |                  |                  |                  |  |  |            |            |            |  |  |        |        |        |  |
|  | Everton           | Everton           | West Bromwich    | West Bromwich   | 2              | 3                |                  |                  |  |  |            |            |            |  |  |        |        |        |  |
|  | Everton           | Everton           |                  |                 |                |                  |                  |                  |  |  |            |            |            |  |  |        |        |        |  |
|  | Derby County      | Derby County      | 1                |                 |                |                  |                  |                  |  |  |            |            |            |  |  |        |        |        |  |
|  | Derby County      | Derby County      | 1                |                 | Everton        | Everton          | 1                |                  |  |  |            |            |            |  |  |        |        |        |  |
|  |                   |                   |                  |                 | Everton        | Everton          | 1                |                  |  |  |            |            |            |  |  |        |        |        |  |
|  |                   |                   | Bolton           | Bolton          | 2              |                  |                  |                  |  |  |            |            |            |  |  |        |        |        |  |
|  | Tottenham         | Tottenham         | Bolton           | Bolton          | 2              | 1 (1) (0)        |                  |                  |  |  |            |            |            |  |  |        |        |        |  |
|  | Tottenham         | Tottenham         |                  |                 |                |                  |                  |                  |  |  |            |            |            |  |  |        |        |        |  |
|  | Bolton            | Bolton            | 1 (1) (2)        |                 |                |                  |                  |                  |  |  |            |            |            |  |  |        |        |        |  |
|  | Bolton            | Bolton            | 1 (1) (2)        |                 | Bolton         | Bolton           | 1 (0)            |                  |  |  |            |            |            |  |  |        |        |        |  |
|  |                   |                   |                  |                 |                |                  |                  |                  |  |  |            |            |            |  |  |        |        |        |  |
|  |                   |                   | West Bromwich    | West Bromwich   | 1 (2)          |                  |                  |                  |  |  |            |            |            |  |  |        |        |        |  |
|  | Stockport County  | Stockport County  | West Bromwich    | West Bromwich   | 1 (2)          | 0                |                  |                  |  |  |            |            |            |  |  |        |        |        |  |
|  | Stockport County  | Stockport County  |                  |                 |                |                  |                  |                  |  |  |            |            |            |  |  |        |        |        |  |
|  | West Bromwich     | West Bromwich     | 5                |                 |                |                  |                  |                  |  |  |            |            |            |  |  |        |        |        |  |
|  | West Bromwich     | West Bromwich     | 5                |                 | West Bromwich  | West Bromwich    | 1                |                  |  |  |            |            |            |  |  |        |        |        |  |
|  |                   |                   |                  |                 | West Bromwich  | West Bromwich    | 1                |                  |  |  |            |            |            |  |  |        |        |        |  |
|  |                   |                   | Preston N.E.     | Preston N.E.    | 0              |                  |                  |                  |  |  |            |            |            |  |  |        |        |        |  |
|  | Bristol City      | Bristol City      | Preston N.E.     | Preston N.E.    | 0              | 0 (0)            |                  |                  |  |  |            |            |            |  |  |        |        |        |  |
|  | Bristol City      | Bristol City      |                  |                 |                |                  |                  |                  |  |  |            |            |            |  |  |        |        |        |  |
|  | Preston N.E.      | Preston N.E.      | 0 (5)            |                 |                |                  |                  |                  |  |  |            |            |            |  |  |        |        |        |  |

## Primo turno
Ai 25 club di non-league (leghe non professionistiche) vincenti nel quarto turno di qualificazione si aggiungono 43 club provenienti dalla Third Division North e South. Per equilibrare il numero di squadre partecipanti ad ogni turno, Dulwich Hamlet e Corinthian (squadre non professionistiche) furono sorteggiate direttamente al primo turno; mentre Chesterfield, Millwall e Luton Town (squadre di Third Division) furono sorteggiate al terzo turno.

### Tabella riassuntiva
| Squadra 1              | Risultato | Squadra 2                 |
| ---------------------- | --------- | ------------------------- |
| 24 novembre 1934       |           |                           |
| Aldershot              | 4 – 0     | Bournemouth & Boscombe    |
| Ashford                | 1 – 4     | Clapton Orient            |
| Barry Town             | 0 – 1     | Northampton Town          |
| Bedford Town           | 2 – 3     | Dartford                  |
| Blyth Spartans         | 1 – 1     | Stockport County          |
| Brighton & Hove Albion | 3 – 1     | Folkestone                |
| Bristol City           | 2 – 0     | Gillingham                |
| Bristol Rovers         | 3 – 0     | Harwich                   |
| Burton Town            | 2 – 3     | York City                 |
| Cardiff City           | 1 – 2     | Reading                   |
| Carlisle United        | 1 – 6     | Wigan Athletic            |
| Charlton Athletic      | 2 – 2     | Exeter City               |
| Chester City           | 3 – 1     | Dinnington                |
| Coventry City          | 7 – 0     | Scunthorpe & Lindsey Utd  |
| Crewe Alexandra        | 1 – 2     | Walsall                   |
| Darwen                 | 1 – 2     | Boston United             |
| Doncaster Rovers       | 0 – 2     | Barrow                    |
| Dulwich Hamlet         | 1 – 2     | Torquay United            |
| Gateshead              | 1 – 4     | Darlington                |
| Guildford              | 1 – 2     | Bath City                 |
| Halifax Town           | 1 – 1     | Hartlepools United        |
| Mansfield Town         | 6 – 1     | Accrington Stanley        |
| Queen's Park Rangers   | 2 – 0     | Walthamstow               |
| Rotherham United       | 2 – 0     | Spennymoor                |
| Shildon College        | 2 – 2     | Lincoln City              |
| Southend United        | 10 – 1    | Golders Green             |
| Southport              | 1 – 1     | New Brighton              |
| Swindon Town           | 4 – 0     | Newport County            |
| Tranmere Rovers        | 3 – 1     | Stalybridge Celtic        |
| Watford                | 2 – 0     | Corinthians               |
| Wimbledon              | 1 – 1     | Leyton                    |
| Workington             | 2 – 0     | Birmingham Corp. Tramways |
| Wrexham                | 4 – 1     | Rochdale                  |
| Yeovil Town            | 3 – 0     | Crystal Palace            |

#### Replay
| Squadra 1          | Risultato | Squadra 2         |
| ------------------ | --------- | ----------------- |
| 28 novembre 1934   |           |                   |
| Exeter City        | 5 – 2     | Charlton Athletic |
| Hartlepools United | 2 – 0     | Halifax Town      |
| Lincoln City       | 4 – 0     | Shildon College   |
| New Brighton       | 1 – 1     | Southport         |
| Stockport County   | 4 – 1     | Blyth Spartans    |
| Leyton             | 0 – 1     | Wimbledon         |
| 3 dicembre 1934    |           |                   |
| New Brighton       | 2 – 1     | Southport         |

## Secondo turno

### Tabella riassuntiva
| Squadra 1            | Risultato | Squadra 2              |
| -------------------- | --------- | ---------------------- |
| 8 dicembre 1934      |           |                        |
| Barrow               | 0 – 2     | Aldershot              |
| Bath City            | 2 – 1     | Boston United          |
| Clapton Orient       | 1 – 3     | Chester City           |
| Dartford             | 0 – 1     | Bristol Rovers         |
| Hartlepools United   | 0 – 4     | Coventry City          |
| Mansfield Town       | 4 – 2     | Tranmere Rovers        |
| Northampton Town     | 0 – 0     | Workington             |
| Queen's Park Rangers | 1 – 2     | Brighton & Hove Albion |
| Reading              | 3 – 0     | Wrexham                |
| Rotherham United     | 1 – 2     | Bristol City           |
| Stockport County     | 3 – 2     | Darlington             |
| Swindon Town         | 4 – 3     | Lincoln City           |
| Watford              | 1 – 1     | Walsall                |
| Wigan Athletic       | 3 – 2     | Torquay United         |
| Wimbledon            | 1 – 5     | Southend United        |
| Yeovil Town          | 4 – 1     | Exeter City            |
| York City            | 1 – 0     | New Brighton           |

#### Replay
| Squadra 1        | Risultato | Squadra 2        |
| ---------------- | --------- | ---------------- |
| 13 dicembre 1934 |           |                  |
| Walsall          | 1 – 0     | Watford          |
| Workington       | 0 – 1     | Northampton Town |

## Terzo turno
Alle 17 squadre vincenti nel secondo turno si aggiungono le 44 squadre di First e Second Division, oltre a Chesterfield, Millwall e Luton Town.

### Tabella riassuntiva
| Squadra 1               | Risultato | Squadra 2            |
| ----------------------- | --------- | -------------------- |
| 12 gennaio 1935         |           |                      |
| Aldershot               | 0 – 0     | Reading              |
| Aston Villa             | 1 – 3     | Bradford City        |
| Birmingham              | 5 – 1     | Coventry City        |
| Brentford               | 0 – 1     | Plymouth Argyle      |
| Brighton & Hove Albion  | 0 – 2     | Arsenal              |
| Bristol City            | 1 – 1     | Bury                 |
| Bristol Rovers          | 1 – 3     | Manchester United    |
| Burnley                 | 4 – 2     | Mansfield Town       |
| Chelsea                 | 1 – 1     | Luton Town           |
| Chester City            | 0 – 4     | Nottingham Forest    |
| Everton                 | 6 – 3     | Grimsby Town         |
| Hull City               | 1 – 5     | Newcastle United     |
| Leeds United            | 4 – 1     | Bradford Park Avenue |
| Leicester City          | 2 – 1     | Blackpool            |
| Middlesbrough           | 1 – 1     | Blackburn Rovers     |
| Northampton Town        | 0 – 2     | Bolton Wanderers     |
| Norwich City            | 2 – 0     | Bath City            |
| Portsmouth              | 1 – 1     | Huddersfield Town    |
| Preston North End       | 0 – 0     | Barnsley             |
| Sheffield Wednesday     | 3 – 1     | Oldham Athletic      |
| Southend United         | 0 – 4     | Sheffield United     |
| Sunderland              | 3 – 2     | Fulham               |
| Swansea Town            | 4 – 1     | Stoke City           |
| Swindon Town            | 2 – 1     | Chesterfield         |
| Tottenham Hotspur       | 1 – 0     | Manchester City      |
| Walsall                 | 1 – 2     | Southampton          |
| West Ham United         | 1 – 1     | Stockport County     |
| Wigan Athletic          | 1 – 4     | Millwall             |
| Wolverhampton Wanderers | 4 – 0     | Notts County         |
| West Bromwich Albion    | 2 – 1     | Port Vale            |
| Yeovil Town             | 2 – 6     | Liverpool            |
| York City               | 0 – 1     | Derby County         |

#### Replay
| Squadra 1         | Risultato | Squadra 2         |
| ----------------- | --------- | ----------------- |
| 16 gennaio 1935   |           |                   |
| Barnsley          | 0 – 1     | Preston North End |
| Bury              | 2 – 2     | Bristol City      |
| Huddersfield Town | 2 – 3     | Portsmouth        |
| Luton Town        | 2 – 0     | Chelsea           |
| Reading           | 3 – 1     | Aldershot         |
| Stockport County  | 1 – 0     | West Ham United   |
| 17 gennaio 1935   |           |                   |
| Blackburn Rovers  | 1 – 0     | Middlesbrough     |
| 21 gennaio 1935   |           |                   |
| Bristol City      | 2 – 1     | Bury              |

## Quarto turno

### Tabella riassuntiva
| Squadra 1               | Risultato | Squadra 2           |
| ----------------------- | --------- | ------------------- |
| 26 gennaio 1935         |           |                     |
| Blackburn Rovers        | 1 – 0     | Liverpool           |
| Bradford City           | 0 – 0     | Stockport County    |
| Burnley                 | 3 – 1     | Luton Town          |
| Derby County            | 3 – 0     | Swansea Town        |
| Leicester City          | 0 – 1     | Arsenal             |
| Norwich City            | 3 – 3     | Leeds United        |
| Nottingham Forest       | 0 – 0     | Manchester United   |
| Plymouth Argyle         | 1 – 4     | Bolton Wanderers    |
| Portsmouth              | 0 – 0     | Bristol City        |
| Reading                 | 1 – 0     | Millwall            |
| Southampton             | 0 – 3     | Birmingham          |
| Sunderland              | 1 – 1     | Everton             |
| Swindon Town            | 0 – 2     | Preston North End   |
| Tottenham Hotspur       | 2 – 0     | Newcastle United    |
| Wolverhampton Wanderers | 1 – 2     | Sheffield Wednesday |
| West Bromwich Albion    | 7 – 1     | Sheffield United    |

#### Replay
| Squadra 1         | Risultato | Squadra 2         |
| ----------------- | --------- | ----------------- |
| 30 gennaio 1935   |           |                   |
| Bristol City      | 2 – 0     | Portsmouth        |
| Everton           | 6 – 4     | Sunderland        |
| Leeds United      | 1 – 2     | Norwich City      |
| Manchester United | 0 – 3     | Nottingham Forest |
| 31 gennaio 1935   |           |                   |
| Stockport County  | 3 – 2     | CBradford City    |

## Ottavi di finale

### Tabella riassuntiva
| Squadra 1         | Risultato | Squadra 2       |
| ----------------- | --------- | --------------- |
| 16 febbraio 1935  |           |                 |
| Bristol City      | 0 - 0     | Preston N.E.    |
| Everton           | 3 - 1     | Derby County    |
| Norwich City      | 0 - 1     | Sheffield Weds  |
| Nottingham Forest | 0 - 0     | Burnley         |
| Reading           | 0 - 1     | Arsenal         |
| Tottenham         | 1 - 1     | Bolton          |
| Stockport County  | 0 - 5     | West Bromwich   |
| 21 febbraio 1935  |           |                 |
| Blackburn         | 1 - 2     | Birmingham City |

#### Replay
| Squadra 1        | Risultato | Squadra 2         |
| ---------------- | --------- | ----------------- |
| 19 febbraio 1935 |           |                   |
| Burnley          | 3 - 0     | Nottingham Forest |
| 20 febbraio 1935 |           |                   |
| Bolton           | 1 - 1     | Tottenham         |
| 25 febbraio 1935 |           |                   |
| Bolton           | 2 - 0     | Tottenham         |
| Preston N.E.     | 5 - 0     | Bristol City      |

## Quarti di finale

### Tabella riassuntiva
| Squadra 1      | Risultato | Squadra 2       |
| -------------- | --------- | --------------- |
| 2 marzo 1935   |           |                 |
| Burnley        | 3 - 2     | Birmingham City |
| Everton        | 1 - 2     | Bolton          |
| Sheffield Weds | 2 - 1     | Arsenal         |
| West Bromwich  | 1 - 0     | Preston N.E.    |

## Semifinali

### Tabella riassuntiva
| Squadra 1 | Risultato | Squadra 2      |
| --------- | --------- | -------------- |
| Bolton    | 1 - 1     | West Bromwich  |
| Burnley   | 0 - 3     | Sheffield Weds |

| Leeds 16 marzo 1935 Semifinali | Bolton | 1 – 1 | West Bromwich | Elland Road |

| Birmingham 16 marzo 1935 Semifinali | Burnley | 0 – 3 | Sheffield Weds | Villa Park |

#### Replay
| Squadra 1 | Risultato | Squadra 2     |
| --------- | --------- | ------------- |
| Bolton    | 0 - 2     | West Bromwich |

| Stoke-on-Trent 20 marzo 1935 Replay | Bolton | 0 – 2 | West Bromwich | Victoria Ground |

## Finale
| Arbitro: | A.E. Fogg |

| |            | |
| Palethorpe 2’ Hooper 70’ Rimmer 85’ 89’ | Marcatori  | 21’ Boyes 75’ Sandford |
| Jack Brown 1 Joe Nibloe 2 Ted Catlin 3 Wilf Sharp 4 Walter Millership 5 Horace Burrows 6 Mark Hooper 7 Jack Surtees 8 Jack Palethorpe 9 Ronnie Starling (c) 10 Ellis Rimmer 11 | Formazioni | 1 Harold Pearson 2 George Shaw 3 Bert Trentham 4 Jimmy Murphy 5 Bill Richardson 6 Jimmy Edwards 7 Tommy Glidden (c) 8 Joe Carter 9 W. G. Richardson 10 Teddy Sandford 11 Wally Boyes |
| Billy Walker | Allenatori | Fred Everiss |